# 諸翔

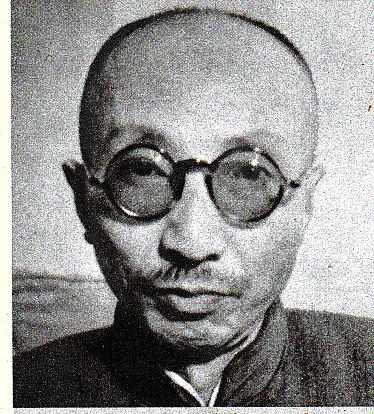
1940年《寫真周報》中的諸翔

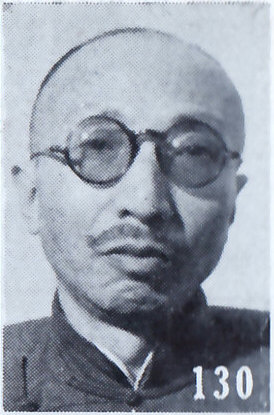
1941年《最新支那要人傳》中的諸翔

諸翔（1880年—？），字青來，室名求是齋，江蘇省上海縣人，宣統二年工科進士，曾留學日本東京高等工業學校（今 東京工業大學），国家社会党党员。

## 生平
宣統二年(1910年)九月二日，內閣奉上諭：諸翔著賞給工科進士。
宣統三年(1911年)，授職翰林院檢討。
民國1年（1912年）9月5日，任工商部僉事。
民國1年（1912年）9月21日，派充工商部總務廳工務司第四科僉事。
民國2年（1913年）11月1日，呈請辭職工商部僉事。
民國5年（1916年）9月13日，派農商部僉事上任事。
民國5年（1916年）11月2日，派充農商部工商司第一科僉事上任事。
民國5年（1916年）12月27日，開去農商部僉事上任事。
曾任上海神州大學總務長、大夏大學、持志大學、光華大學及中國公學等校教授。1933年參與創立中國國家社會黨。1940年任汪精衛政權中央政治委員會聘請委員，交通部部長，1941年任水利委員會委員長，1942年任立法院副院長。
中日戰爭結束後，逃匿無踪，迭經拘傳未獲。

## 著作
- 《戰後之中外財政》(著)，上海良友，1932年，57頁。
- 《中國財政問題》(合著)，上海商務，1933年，118頁。
- 《中國經濟問題》(合著)，上海商務，1933年，63頁。
- 《求是齋經濟論集》(著)，上海著者刊，1938年，262頁。室名求是齋
- 《社會改造問題》(著)。
- 《三民主義商榷》(著)。
- 《建國大綱評論》(著)。